# معركة الموصل (2016–2017)
معركة الموصل أو كما أسماها رئيس الوزراء العراقي حيدر العبادي «قادمون يا نينوى» هو هجوم مشترك لقوات الأمن العراقية مع الحشد الشعبي، وقوات البيشمركة في كردستان العراق، وقوات التحالف لمحاربة الإرهاب لاستعادة السيطرة على مدينة الموصل من تنظيم الدولة الإسلامية والتي تعتبر عاصمته. بدأت الحرب البرية في 16 أكتوبر، 2016. وقد أعلن عن بداية العملية الحربية رئيس الوزراء العراقي حيدر العبادي في 17 أكتوبر 2016 الموافق 16 محرم 1438 هـ، وكانت العملية تهدف إلى إنهاء وجود تنظيم الدولة الإسلامية في المدينة وإعادة المدينة إلى الإدارة العراقية.
وفي الجانب الإنساني تُشير بعض التقارير إلى أن هناك مخاوف من أزمة إنسانية واسعة النطاق، حيث يمكن أن يستخدم المدنيين كدروع بشرية للقتال من قبل داعش، حيث يَصل أعداد المدنيين من أهالي الموصل إلى مليون ونصف تقريبا ومازالوا يعيشون في المدينة.
في يوم 1 تموز يوليو تمكنت القوات العراقية من الوصول إلى بقايا جامع النوري ومنارته الحدباء، وأعلن رئيس الوزراء العراقي حيدر العبادي عن انتهاء «دويلة باطل الداعشية» ومهدداً عناصر التنظيم بملاحقة آخر واحد منهم، ولقد تمت السيطرة على مدينة الموصل من قبل الجيش العراقي، وحسب البيان المشترك الذي أذيع حال إعلان النصر وتحرير الموصل في 10 تموز 2017 م فقد شارك في المعارك حوالي 60 ألف من القوات الأمنية وتمكنوا من قتل 25 ألف مسلحا ونزوح ما يقارب مليون شخص من الموصل منذ انطلاق العمليات العسكرية لتحريرها في شهر تشرين الأول الماضي، وأعلن مجلس محافظة نينوى أن 80 % من مدينة الموصل قد دمرت بالكامل، كما نفذت طائرات التحالف الدولي حوالي 20 ألف طلعة جوية قتل فيها حوالي خمسة آلاف مسلح.

## الخلفية

خريطة لعملية الفتح المُبين لتحرير عدد من قرى نينوى

تعتبر مَدينة الموصل ثاني أكبر مدينة في العراق من حيث عدد السكان، سيطر عليها داعش في يونيو 2014، في معركة خاضها مع الجيش العراقي طالت يومان فقط، أعلن بعدها أبو بكر البغدادي إقامة «دولة الخلافة» في جامع الموصل الكبير والتي تَشمل أراضي واسعة من سوريا والعراق متخذاً من الموصل عاصمة لهذه الدولة، وبعد العديد من المعارك في مختلف أنحاء العراق ظلت الموصل آخر معقل مُهم وكَبير ورئيسي للتنظيم في العراق.
في الأسابيع التي سَبقت الهجوم البري، قَصفت قوات التحالف بقيادة الولايات المتحدة عدداً من الأهداف في مدينة الموصل تَمهيداً للهجوم، وبدأ الجيش العراقي بالتقدم تدريجياً على المدينة. قام سلاح الجو الملكي بعدد من الطائرات باستهداف أهداف لعناصر تنظيم داعش بواسطة طائرات تايفون وتورنادو وطائرات بدون طيار بأستهداف «قاذفات صواريخ ومخزونات الذخيرة وقَطع المدفعية ومدافع الهاون» في ال72 ساعة قبل بدء الهجوم البري.
وقبل مُدة كانت قد أسقطت مَنشورات على المدينة وأماكن أخرى مُحيطة بها من قبل الجيش العراقي تَدعو إلى «الانتفاض» ضد داعش عندما تبدأ المعركة. لعرقلة المقاومة من التنظيم وتحضيراً من داعش للهجوم، قام عناصره بحفر خندق وأغلاق الطرق في جميع أنحاء المدينة وحولها وحرق النفط للحد من الرؤية.

## القوات المشاركة في العملية
يقدر عدد مقاتلي داعش في الموصل حوالي 3،000- 5،000 وفقاً لوزارة الدفاع الامريكية، وتترواح تقديرات أخرى منخفضة تصل إلى 2000 وقد تَصل إلى 9000 الاف مُقاتل.
ويقدر تعداد القوات العراقية من قبل CNN بحوالي 94000 جُندي، منهم 54،000 إلى 60،000 من قوات الأمن العراقية (ISF) جندياً، وينتشر تقريباً 16000 ألف مُقاتل من القوات الشبة العسكرية، و40،000 الف مُقاتل من البيشمركة في المعركة، مسيحيو نينوى والتي تتألف من الآشوريين والكلدان الكاثوليك، هي من بين القوات الشبة العسكرية في أئتلاف العراقية، كذلك الحشد الشعبي المدعوم من إيران ومن ضمن الآلوية التي ستشارك هي سرايا السلام، وعصائب أهل الحق وبدر قسم الجناح العسكري، وتشارك أيضا قوات حرس نينوى بدعم تركي وتحالف دولي مكون من 60 دولة بقيادة الولايات المتحدة، لدعم الحرب العراق ضد داعش وتوفير الدعم اللوجستي والجوي والأستخبارات والمشورة، ويقع مقر قيادة قوات التحالف الدولي على بعد 60 كيلو متراً (37 ميل) إلى جنوب من مدينة الموصل في قاعدة القيارة الجوية التي تم أستصلاحها من داعش في شهر يونيو / حزيران، وتم نشر حوالي 560 جندياً أمريكياً من الفرقة المجوقلة 101 في القاعدة للمعركة، بما في ذلك للقيادة والسيطرة، ومفرزة الأمن وفريق عمليات المطار والخدمات اللوجستية، والمتخصصين في الأمن ، الولايات المتحدة قامت بنشر قاذفات صواريخ (راجمات) ومدافع هاوترز يحرسها اللواء القتالي 2 من الفرقة 101 وشركة جولف، كتيبة 526 كتيبة الدعم، ونشر الجيش الفرنسي أربع مدافعة هاوترز من نوع القصير و150-200 جندي في القيارة، و150 جندي فرنسي إضافيين في أربيل، شرق الموصل، لتدريب قوات البيشمركة، تم نشر حاملة الطائرات شارل ديغول، مع سرب 24 طائرة رافال M من طولون إلى الساحل السوري لدعم العمليات ضد داعش من خلال الضربات الجوية ومهام أستطلاعية، و12 طائرة رافال أخرى تعمل أنطلاقاً من القواعد الجوية الفرنسية في الأردن والإمارات العربية المتحدة، تم نشر 80 جندياً من القوات الخاصة الأسترالية و210 جنود أيضًَا لمساعدة البيشمركة، وبالإضافة إلى ذلك فأن القوات الكندية ساهمت في الحرب بواسطة قوات الحرب الإلكترونية الموجودة في المنطقة وتعمل على أعتراض الأقمار وأتصالات تنظيم داعش، في حين تم تعيين 20 جندي من الجيش الكندي بمستشفى ميداني لعلاج الإصابات في قوات البيشمركة الكردية.
أصدرت مجموعة من المواليين لحزب البعث الذي من المعروف أن الذي يقوده كان صدام حسين ونائبه عزة الدوري حيث قام بتصدير بيان قبل بدء العمليات يدعو أهل المدينة لجعل أنتفاضة ضد داعش وأعلن أنها ستحارب «منظمة إرهابية».
قالت مُنظمة هيومان رايتس ووتش أن وجود العديد من الميليشيات التي لها تاريخ من أنتهاكات لحقوق الإنسان قد انتقدت، ودعت لعدم إدخالها إلى الموصل، بعد مزاعم إيذاء شديد من المسلمين السنة في عمليات مكافحة داعش في الفلوجة وتكريت وآمرلي.
وعلى الرغم من وجود قوات التحالف، قال رئيس الوزراء العراقي حيدر العبادي أن دخول المدينة سيقتصر على الجيش العراقي والشرطة الوطنية العراقية فقط.

### المشاركة التركية
يتواجد في العراق حوالي 1500 جندي إلى 2000 من قوات الجيش التركي، بما في ذلك 500 جندياً تركياً أنتشرت في مدينة بعشيقة، حيث قاموا بتدريب 1500 من قوات المتطوعين السنة العراقيين، خصوصاً التركمان والعرب لاستعادة الموصل، مشاركة تركيا كانت ضد رغبات ورضى الحكومة العراقية، التي تخشى تواجد القوات التركية، وقال الرئيس التركي رجب طيب أردوغان أمام البرلمان التركي في 1 أكتوبر، 2016، «سنلعب دوراً في عملية تحرير الموصل ولا يستطيع أحد أن يمنعنا من المشاركة»، وقال أن وجود تركيا لمنع الهجمات الإرهابية على تركيا، وأنتقدت تركيا وجود الأكراد في شمال العراق، وتظاهر الآلاف من المحتجيين أمام السفارة التركية في بغداد يوم 18 أكتوبر، 2016، مطالبين بأنسحاب القوات التركية في العراق.
حاولت الولايات المتحدة الأمريكية إقناع العراق بضرورة التعاون مع تركيا في معركة الموصل، فقام وزير الدفاع الأمريكي آشتون كارتر بزيارة تركيا يوم 21 أكتوبر، حيث تم التوصل إلى أتفاق يسمح بمشاركة القوات التركية بشكل محدود، في أنتظار موافقة عراقية، وبحث كارتر الموضوع مع رئيس الوزراء حيدر العبادي في بغداد في 22 أكتوبر، ومع رئيس أقليم كردستان العراق مسعود برزاني في اليوم التالي في اربيل، ورفض حيدر العبادي عرض المساعدة التركية، قائلاً: «انا أعرف أن الأتراك يريدون المشاركة، ونحن نقول لهم شكراً، هذا الأمر سيتعامل معه العراقيون». في تحرير الموصل وبقية المناطق، ومع ذلك في 23 أكتوبر، أعلن رئيس الوزراء التركي بينالي يلديريم أن القوات التركية أطلقت قذائف المدفعية على مواقع لقوات داعش قرب الموصل بعد طلبات قوات البيشمركة للحصول على المساعدة.

## القضايا الإنسانية
يعيش في الموصل بين مليون إلى مليون ونصف شخص، ولقد حذرت الوكالات الإنسانية من أزمة محتملة الحدوث في حال فرار مئات الآلاف من الناس من المدينة، مع اقتراب فصل الشتاء وذكر ليز غراندي منسق الأمم المتحدة الإنساني في العراق، «سيناريو في أسوأ الحالات، نحن نبحث حرفياً في أكبر عملية إنسانية في العالم في عام 2016».
وبحسب ما ورد من تنظيم داعش من تهديد بقتل المدنيين الذين يحاولون الفرار، حيث وضع العديد من القناصين والألغام الأرضية وحفرت الخنادق لمنع الناس من محاولة الهرب، وأعلنت وحذرت الحكومة عبر البث الإذاعي وإلقاء المنشورات على المدينة بضرورة بقاء المدنيين في المنازل، وكتبت في المنشورات تعليمات عامة لحمايتهم من آثار تحطم الزجاج المتطاير أو قطع أنابيب الغاز وغير ذلك.
قدم إلى مدينة أربيل الإيطالي فيليبو جراندي مفوض الأمم المتحدة السامي لشؤون اللاجئين، يوم 17 أكتوبر، للأجتماع مع المسؤولين الأكراد وقد أنشأت الأمم المتحدة خمسة مخيمات للاجئين بقدرة استيعاب تَصل إلى 45،000 شخص، ولديها القدرة على استيعاب 120،000.
أعلنت أستراليا بأنها ستتبرع ب 7.5 مليون دولار للمساعدات الإنسانية للعملية، ونيوزلاند سوف تتبرع بمليون دولار نيوزلندي (718،600 دولار أمريكي).
في يوم 27 أكتوبر، قامت الشؤون المدنية للأغراض العسكرية التابعة لوزارة الدفاع العراقية، بتوزيغ 3000 سلة غذائية على العوائل في قرى ،مكوك، الحود، اللزاكة، الدويزات.
أعلنت وزارة الهجرة والمهجريين العراقية إنشاء أكثر من ثمانية آلاف وحدة سكنية لنازحيي المدينة في منطقة الخازر.
تنظيم داعش بدأ باحتجاز مئات العائلات بالمدارس والمراكز الحكومية في الجانب الأيسر من مدينة الموصل، شرق نهر دجلة، مع اقتراب قوات جهاز مكافحة الإرهاب من المدينة، تحديداً في مناطق الخضراء، القدس، السماح، الكرامة.
بحلول نوفمبر 2016، بلغ عدد النازحين من الموصل حوالي 62 ألف نازح. ومع اشتداد المعارك، ارتفع معدل النزوح اليومي إلى الضعف بواقع 3000 شخص يوميا.
إن نحو 11 ألف مدني لقوا مصرعهم خلال المعارك التي شنها الجيش العراقي والقوات المساندة لهُ لاستعادة مدينة الموصل من تنظيم داعش وهذا العدد يمثل عشرة أضعاف عدد الضحايا المتوقع في تقديرات سابقة للعملية، حيث أن ثلث هذا العدد من الضحايا سقط بسبب القصف الجوي أو الصاروخي أو المدفعي علاوة على قذائف الهاون من جانب القوات العراقية أو القوات التي تدعمها الولايات المتحدة الأمريكية بينما سقط الثلث الثاني في عمليات لتنظيم الدولة بينما لم يتضح حتى الآن سبب مقتل الثلث الأخير.
وتشير الجريدة إلى أن أعداد الضحايا وثقتها وكالة أسوشيتدبرس في دراسة لها بالاعتماد على بيانات الخسائر في الأرواح وتقارير المستشفيات وتقارير القتلى التي نشرتها منظمات مدنية منها منظمة (إير وورز) التي توثق الغارات الجوية في العراق وسوريا، ولقد اعترفت الولايات المتحدة بالمسؤولية عن مقتل 326 شخصا فقط في العراق وقالت الإدارة الأمريكية إنها لاتملك الموارد اللازمة لإرسال محققين مستقلين للتحقق من عدد القتلى الذين تسببت في سقوطهم.

## التغطية الإعلامية
عدد من وسائل الإعلام غَطت الحدث، بما في ذلك قناة الجزيرة قبل ان يتم طرد محررها بتهمة الإرهاب وكذلك بثت القناة الرابعة البريطانية تغطية للحدث بالإضافة إلى القناة الثانية الإسرائيلية، بثت معركة اليوم الأول في الفيس بوك، التغطية الأولى من نوعها في الحرب.
قام عدد من المدونيين والمغرديين العراقيين بالدخول إلى موقع تويتر لمحاربة داعش وأعلامه في معركة الموصل، يُذكر أن المغردون العراقيين قد شاركو في دعم القوات العراقية في معركة الفلوجة (2016) أيضًَا.
في 29 أكتوبر، في بيان لخلية الأعلام الحربي التابعة لوزارة الدفاع العراقية أمرت بطرد مُراسل قناة العربية الحدث لنشره لأكاذيب وأخبار ملفقة عن مدينتي الرطبة والموصل حسب ما جاء في البيان، ودعت وسائل الاعلام إلى توخي الدقة والمهنية في نقل المعلومات والأخبار.
في الأسبوع الثاني، من المعارك بثت أكثر من 15 قناة فضائية وحوالي 16 إذاعة محلية نشرة موحدة تحت عنوان #نشرة_النصر_الموحدة وذلك ضمن التغطية الأعلامية لمعركة الموصل.

## ردود الفعل بعد الإعلان عن العملية

### المحلية
- فؤاد معصوم: أكدَ رئيسُ الجمهورية فؤاد معصوم أنَ تحريرَ مدينةِ الموصل وكلِّ الأراضي العراقيةِ من عصاباتِ داعشَ الإرهابيةِ باتَ وشيكاً وهزيمتَها حتمية.[102]
- تركمان العراق:خرجت تظاهرة ٌحاشدة ٌلأبناء ِالمُكون ِالتركماني في بغداد للتنديدِ بالتدخل التركي في الشأن الداخلي العراقي.[103]

### الدولية
- السعودية:أعرب وزير الخارجية السعودي عادل الجبير عن سعادته بالانتصار وفي نفس الوقت مخاوفه من أن يتسبب دخول قوات الحشد الشعبي إلى مدينة الموصل شمال العراق، بـ «حمام دم».[104]
- تركيا:أعلن الرئيس التركي رجب طيب أردوغان عقب بدء عملية تحرير الموصل، أن «تركيا لا تتلقى أوامر من أحد ولن تخرج من معكسر بعشيقة»، مؤكدا أن بلاده ستكون «داخل العملية وستكون على الطاولة».[105]
- روسيا:دعا الرئيس الروسي، فلاديمير بوتين، الولايات المتحدة وفرنسا، إلى التحرك بحذر، خلال عمليات تحرير الموصل، لتقليل الخسائر في صفوف المدنيين.[106]، كما اكد ان المجتمع الدولي يتطلع باهتمام لمعركة الجيش العراقي بالموصل واصفا وجود أي قوات اجنبية على الأراضي العراقية دون موافقة مجلس الأمن الدولي وحكومة بغداد بغير الشرعي والخارج عن القانون والأعراف الدولية المعمول بها.[107]
- الفاتيكان: اعرب البابا فرنسيس الأول عن تضامنه مع الشعب العراقي لاسيما في الموصل وعن امله بأن ينعم َالعراقُ بالقوةِ والصلابة ِويَمضيَ قدُما ًنحو الأمن.[108]
- ألمانيا:قال وزير الخارجية الألماني فرانك-فالتر شتاينماير يوم الإثنين 17 أكتوبر 2016 على هامش اجتماع لوزراء خارجية الاتحاد الأوروبي في لوكسمبورج: «إنه تحد معقد للغاية، ولن يكون سهلا».[109]
- المملكة المتحدة:وصفت الحكومة البريطانية، العملية العسكرية ضد تنظيم “داعش” الإرهابي في الموصل، بأنها خطوة نحو الأمام لتطهير كامل العراق من “داعش”.[110][111]
- الولايات المتحدة:رحب المبعوث الخاص للرئيس الأمريكي إلى التحالف الدولي بيرت ماكغرك باعلان العراق بدء عمليات تحرير الموصل.[112]
- الاتحاد الأوروبي: وزيرة خارجية الاتحاد الأوروبي فيديريكا موغيريني: الاتحاد الأوروبي يدعم حملة تحرير الموصل بتوفير المساعدات الطبية وتقديم المساعدات للنازحين.[113]
- الصين: بكين تدعم جهود الحكومة العراقية في الحفاظ على الاستقرار ومحاربة الإرهاب.[113]
- فرنسا: أكد المتحدث باسم وزارة الخارجية الفرنسية نادال رومان ان فرنسا تدعم سيادة العراق ووحدة أراضيه، وعلى جميع الدول تقديم الدعم والاسناد له في حربه ضد الإرهاب.[113]
- حلف الناتو: معركة الموصل نقطة فاصلة في الحرب على الإرهاب.[114]
- أستراليا: تحرير الموصل حجر زاوية مهم في المعركة ضد داعش.[115]
- سوريا: الخارجية السورية: إن الانتصار على داعش في العراق هو انتصار عليه في سوريا.[116]
- لبنان: عملية تحرير الموصل تعد لحظة حاسمة في الحملة التي تخوضها السلطات العراقية ضد داعش.[117]
- إيران: أكد أمین المجلس الأعلی للأمن القومي الایراني أن الشعب العراقي اتخذ قرارا بالتعاون مع المتحالفين مع بلاده لتطهیر اراضیه من وجود عصابات «داعش» الارهابية التي تتلمذت في مدارس بعض دول المنطقة.[113]
- مصر: أعرب الأمينُ العام لجامعةِ الدول العربية أحمد أبو الغيط عن تأييدِه للعراق حكومةً وشعبًا في معركة تحرير الموصل من داعش الإرهابي.[118]
- جامعة الدول العربية: صرح المتحدث الرسمي باسم الامين العام للجامعة العربية «إننا في جامعة الدول العربية فرحون بما يحققه الجيش العراقي من انتصارات، ونؤكد مساندتنا للعراق جيشا وشعبا في المعركة المصيرية لتحرير مدينة الموصل»[113]

## وصلات خارجية
- خريطة العراق التفاعلية مع الوضع الحالي للموصل
- خريطة داعش